# Opisthonema berlangai
Opisthonema berlangai är en fiskart som beskrevs av Berry och Barrett, 1963. Opisthonema berlangai ingår i släktet Opisthonema och familjen sillfiskar. IUCN kategoriserar arten globalt som sårbar. Inga underarter finns listade i Catalogue of Life.